# Puget-sur-Argens
Puget-sur-Argens este o comună în departamentul Var din sud-estul Franței. În 2009 avea o populație de 6.722 de locuitori.
Orașul provenit de la sfârșitul secolului al șaisprezecelea, situat la intersecția drumului național 7 și a autostrăzii A8, Puget-sur-Argens a cunoscut o populație de patru ori în ultimii șaizeci de ani, iar multe companii sau comercianți cu amănuntul să se stabilească în partea de sud a teritoriului.
Locuitorii săi sunt numiți Pugetois.

## Istoric

### Originile
Prima mențiune a Pugetului a intervenit în anul 940, când Saracenii au stricat ceea ce a fost atunci Villa Pogito. Conduita în anul 973 de către William I din Provence, acesta din urmă, pios la sfârșitul vieții, a dat jumătate din moștenire episcopului lui Fréjus Riculphe.
În 1203, episcopul Raimond de Capella a obținut de la Alphonse II întreaga moșie și fortul aflat pe vârf, care apoi ia numele Castrum de Pogito. Ceea ce a confirmat în 1235 fiul său Raimond Berenger.

### Istoria recentă
În 1886, municipalitatea a adăugat menționarea râului Argens pentru a se diferenția de numele său de Puget-Ville.
În 1918, Armata Estului are o tabără de tranzit acolo.
La 1 martie 1961, prima secțiune a autostrăzii Esterel-Côte d'Azur a fost deschisă între Puget-sur-Argens și Mandelieu-la-Napoule.
Pe 5 iulie 1964 a rupt afacerea Saint-Aubin. Pe locul 7, în Puget-sur-Argens, într-un loc numit Les Esclapes, doi tineri, Jean-Claude Saint-Aubin și Dominique Kaydasch, sunt uciși într-un accident de mașină. Pe mărturia unui martor, părinții lui Jean-Claude Saint-Aubin se luptă timp de mai bine de treizeci de ani în fața tribunalelor pentru a face cunoscut faptul că acesta este un atac asupra serviciului secret francez.
La 5 iulie 2005 a izbucnit un incendiu grav în pădurile de pin ale municipalității, mobilizând 400 de pompieri și cerând evacuarea a șase locuri de campare (10 000 de persoane). Aproximativ zece vile sau caravane au fost distruse.
Pe 15 iunie 2010, un episod de ploaie violentă a căzut în zonă cauzând pagube importante.

## Geografie

### Așezare
Puget-sur-Argens este situat la est de departamentul Var, în valea Argens între munții Maures la sud și la poalele Esterel nord-est a podgoriilor Côtes de Provence. Teritoriul Puget-sur-Argens este aproximativ într-un dreptunghi de opt kilometri de la nord la sud și de patru kilometri de la est la vest pentru o suprafață de două mii șase sute nouăzeci de hectare. Cu toate acestea, acest teritoriu este ocupat foarte neuniform, construcțiile fiind concentrate în partea de sud, iar jumătatea nordică este ocupată de unele culturi și lemnul vast al Malvoisin. Institutul Național de Informații Geografice și de Pădure oferă coordonatele geografice 43 ° 27'24 "N și 06 ° 41'05" E în punctul central al teritoriului său2. Orașul este inclus în întregime în zona urbană Nisa-Coasta de Azur, în zona urbană a teritoriilor Fréjus și Var Esterel ale Consiliului Județean Var.
Teritoriul Puget-sur-Argens este străbătută în partea de sud printr-un coridor la un km grupare largă de trei axe majore de comunicare paralelă cu Argens liniei de cale ferată din Marsilia-Saint-Charles Ventimiglia (frontiera), vechiul drum național 7 (acum RDN 7 în Var) și mai la nord, autostrada A8 (La Provençale). De la sud la nord de național 7, departamentul 4 se îndreaptă spre Bagnols-en-Forêt și în continuare spre Fayence spre nord-estul teritoriului comunal.
Puget-sur-Argens este situat la șase sute optzeci și șapte de kilometri sud-est de Paris-Notre-Dame, punctul zero al drumurilor din Franța, la o sută șapte kilometri nord-est de Marsilia. - șapte kilometri la nord-est de Toulon, la douăzeci de kilometri la sud de Draguignan, la cincizeci și unu kilometru nord-est de Brignoles, la douăzeci și unu kilometri nord de Saint-Tropez, douăzeci și opt de kilometri la sud-vest de Cannes și la șaptezeci și opt de kilometri de granița franco-italiană.

### Hidrografie
Teritoriul Puget-sur-Argens este limitat la sud de Argens. Din debitul de nord se pot vedea pârâurile Real, Gabron și Vernède. Un mic lac se află la vest între National 7 și Argens, un bazin hidrografic este situat la sud-est, lângă calea ferată.

### Relief
Partea de sud a comunei în câmpia aluvionară Argens se află la nivelul mării (nivelul 0). Teritoriul spre nord se ridică treptat, la poalele Esterelului, până la 180 de metri, la granița cu Bagnols-en-Forêt, fără vârf sau cu notte.

### Clima
Puget-sur-Argens este situat pe Coasta de Azur și se bucură de o climă mediteraneană cu veri calde și uscate și ierni blânde și umede. Vântul mistral că, uneori, orașul este adăpostit de Maures și Esterel, acesta poate fi mai expus la creșterea sau Sirocco apar din fericire rar, dar uneori împrumuta mica vale adâncă a Argens. Recordul de viteză record a fost stabilit la 30 ianuarie 1986, cu rafale la 140 km / h. La o medie anuală, temperatura este de 15 ° C, cu o medie maximă de 24,2 ° C și un minim de 7,1 ° C. Temperaturile nominale maxime și minime înregistrate sunt de 31 ° C în iulie-august și de 2 ° C în ianuarie și februarie, valori ușoare datorită prezenței Mediteranei. Soarele înregistrat este de 2.748 de ore pe an, cu un vârf de 355 de ore în luna august. O altă valoare importantă, caracteristică climatului mediteranean, a avut o precipitație de 500 milimetri pe an, distribuită foarte inegal, cu mai puțin de 13 milimetri în iulie și cu peste 77 de milimetri în octombrie. Recordul absolut al precipitațiilor înregistrate în douăzeci și patru de ore a fost de 130,2 milimetri pe 13 octombrie 1973.

### Transport
Puget-sur-Argens este accesibil cu mașina prin intermediul autostrăzii A8 (E80) cu ieșirea "Puget-sur-Argens - Fréjus-Cartiere-Vest", prin vechiul drum național 7 devenit RD N7 sau RD 4 care merge spre nord până la drumul Napoléon.
Cu trenul, gara din Fréjus cu cinci kilometri permite accesul la TER Provence-Alpi-Coasta de Azur, stația Saint-Raphaël-Valescure, opt kilometri, oferă acces la TGV, iDTGV și Intercités.
Cu autobuzul, orașul este conectat la rețeaua departamentală Sodetrav și la linia 5 a rețelei AggloBus din comunitatea Fréjus Saint-Raphaël.
Cu avionul, cel mai apropiat aeroport internațional este Nice-Côte d'Azur situat la patruzeci și nouă de kilometri distanță, dar aeroporturile Cannes - Mandelieu la douăzeci și șase de kilometri și La Môle - Saint-Tropez la treizeci și opt un kilometru găzduiește și traficul internațional.

### Cartierele si localitațile
Puget-sur-Argens este separat în cartiere diferite. Centrul vechi al orașului, în jurul bisericii parohiale, cătunele de la distanță ale lui Gabre și locotenentului mergând spre nord. La acestea se adaugă noile districte industriale și comerciale din sud-est și cartierele rezidențiale din Costes, Barestes și Bastiane.

## Toponimie
Numele orașului provine din cuvântul latin podium, butte mici, pe care a fost construită vila romană Pogito dependentă de colonia Forumului Julii. Referirea la râul Argens care circulă pe teritoriul orașului a fost decisă în 1886 pentru a distinge orașul Puget-Ville situat la 48 km în același departament din Var. Din același motiv, ea este, de asemenea, cunoscută sub numele de Pugeton. Numele comunei este scris de Lo Puget d'Argenç în Provençal conform normei clasice, Lou Puget d'Argèns conform normei Mistralian. Ea este poreclită Le Pugeton în franceză și El Petit Puig din Provençal pentru ao distinge de orașul încă mai important de Puget-Ville.
Locuitorii săi sunt numiți Pugetani în Provençal conform normelor clasice și mistraliene.

## Evoluția populației
| An        | 1975  | 1982  | 1990  | 1999  | 2006  | 2009  |
| --------- | ----- | ----- | ----- | ----- | ----- | ----- |
| Populație | 3.849 | 4.509 | 5.865 | 6.368 | 6.977 | 6.722 |